# Roman Truszczyński

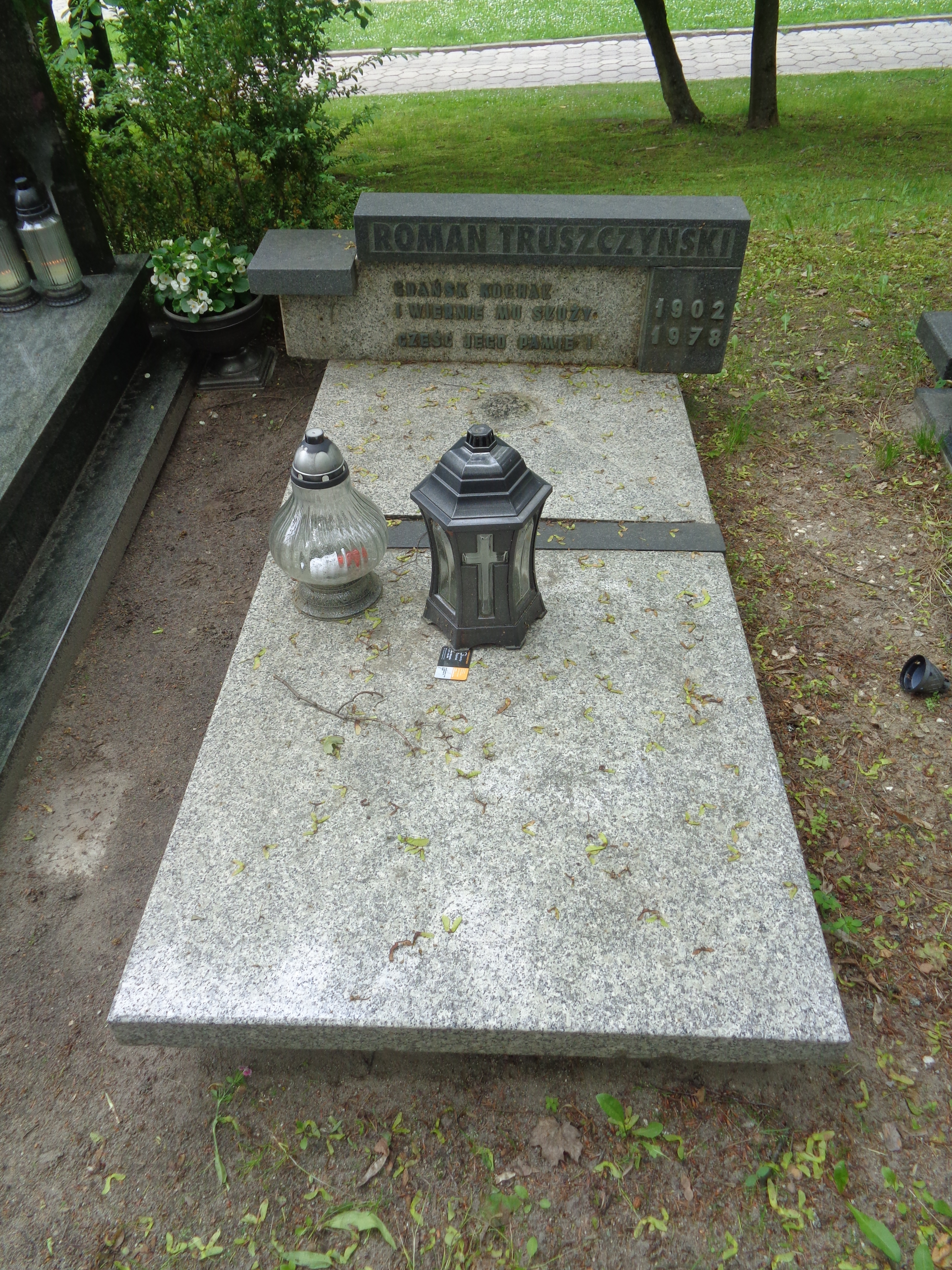
Grób Romana Truszczyńskiego na cmentarzu Srebrzysko w Gdańsku

Roman Truszczyński (ur. 22 października 1902 w Toruniu, zm. 7 sierpnia 1978 w Gdańsku) – polski nauczyciel, komendant Toruńskiej (Pomorskiej) Chorągwi Harcerzy oraz Gdańsko-Morskiej Chorągwi Harcerzy, uznawany za bohatera Chorągwi Gdańskiej ZHP.

## Życie prywatne
Urodził się 22 października 1902 r. w Toruniu w rodzinie Antoniego i Filipiny Anieli z domu Ekowskiej. Tutaj uczęszczał do szkół, a także był członkiem polskiego chóru ludowego.  W roku 1922 ukończył Państwowe Seminarium Nauczycielskie Męskie i rozpoczął pracę jako nauczyciel. W 1926 roku ukończył również Wyższy Kurs Nauczycielski. Po wybuchu wojny został aresztowany w Gdyni. Udało mu się uciec i w październiku 1939 r. poprzez Toruń dotarł do Warszawy. Zaangażował się w tajnym nauczaniu w Korytnicy k. Garwolina i w Sadownem. W czasie pobytu w Warszawie, zaskoczył go wybuch powstania. Po jego upadku został wywieziony do obozu w Magdeburgu, skąd po trzech miesiącach uciekł (wg „Słownika biograficznego Pomorza Nadwiślańskiego” został wywieziony na roboty do Neubrandenburga i po trzech miesiącach zwolniony ze względu na stan zdrowia) i przebywał w okolicach Krakowa. 14 marca 1945 r. Biuro dla Ziem Zachodnich Ministerstwa Oświaty skierowało go do Torunia, ale już 6 kwietnia 1945 r. znalazł się w Gdańsku, gdzie został zatrudniony jako inspektor oświaty w grupie operacyjnej Ministerstwa Oświaty z zadaniem zabezpieczenia budynków i mienia szkolnego oraz przeprowadzenia rejestracji polskiej młodzieży szkolnej. W latach 1945–1947 był też radnym. Od 1946 do 1948 r. był wizytatorem Kuratorium Okręgu Szkolnego, potem inspektorem pedagogicznym w Państwowym Ośrodku Szkolenia Zawodowego Ministerstwa Budownictwa, a od roku 1949 naczelnikiem Wydziału Pedagogicznego w Dyrekcji Okręgowej Szkolenia Zawodowego w Gdańsku. W roku 1953 został kierownikiem Oddziału Rad Narodowych w Prezydium WRN, a rok później ponownie kierownikiem Wydziału Oświaty MRN. W latach 1957–1958 był inspektorem organizacyjnym w Prezydium WRN, skąd powrócił do szkolnictwa i do roku 1963 był kierownikiem Szkoły Podstawowej nr 50 w Gdańsku. Potem do odejścia na emeryturę w roku 1968 pracował na stanowisku sekretarza ds. kultury i oświaty w Wojewódzkiej Radzie Związków Zawodowych. Należał i był aktywnym członkiem organizacji polskich: Związku Nauczycielstwa Polskiego i Związku Polaków. Poza tym aktywnie działał w Zrzeszeniu Kaszubsko-Pomorskim, Towarzystwie Przyjaciół Dzieci, Towarzystwie Przyjaciół Gdańska i Wojewódzkim Komitecie Przeciwalkoholowym, gdzie do końca życia był członkiem Prezydium Zarządu, oraz w towarzystwach naukowych. Udzielał się także w Domu Polskim, w którym na akademii z okazji 3 Maja w 1939 r. jednoznacznie określił swoje stanowisko wobec nadciągającej wojny:

Być Polakiem to dzisiaj znaczy stać twardo na ziemi ojczystej. To nie czekać na życie łatwe, lecz w służbie Rzeczypospolitej życie trawić, a gdy zajdzie potrzeba w służbie tej i życie oddać z ochotą.

Zmarł 7 sierpnia 1978 r. w Gdańsku, gdzie został pochowany w Alei Zasłużonych na Cmentarzu Srebrzysko w Gdańsku (rejon II).

## Harcerstwo
W wieku 15 lat pierwszy raz zetknął się ze skautingiem, latem 1917 r. był współzałożycielem I Drużyny Skautowej im. Tadeusza Kościuszki. Po jej rozwiązaniu 6 lipca 1918 r. przez wojskowe władze niemieckie nie zaprzestał działalności i podjął współpracę z POW. Na krótko został aresztowany 17 czerwca 1919 r. Po zwolnieniu przeszedł przez kordon graniczny do wojsk powstańczych w wolnej już Wielkopolsce. Gdy jesienią wrócił, został drużynowym nowo powstałej V Drużyny im. Józefa Poniatowskiego. W roku 1920, gdy Pomorze wróciło do Macierzy, przejął od Teodora Żuchowskiego lokalną Komisję Dostaw Harcerskich.  31 maja 1924 r. otrzymał stopień instruktorski przodownika i został komendantem Hufca Męskiego w Toruniu, 31 czerwca 1924 roku otrzymał stopień podharcmistrza (po zmianie systemu stopni uznany za harcmistrza), a 25 listopada tego samego roku został komendantem Chorągwi Toruńskiej ZHP, organizując jednocześnie harcerstwo w Wolnym Mieście Gdańsku. W grudniu, w związku z wyjazdem do Francji, gdzie uczył w polskiej szkole w Crensot, zrezygnował z funkcji komendanta, którą w zastępstwie przejął komendant Hufca Harcerzy w Toruniu Teodor Żuchowski. Komendę Chorągwi objął  ponownie rok później i kierował nią do 31 marca 1928 r., żegnany na specjalnym ognisku. Wiosną 1928 r. przeszedł do pracy w Polskiej Macierzy Szkolnej w Wolnym Mieście Gdańsku. W roku 1930 został kierownikiem polskiej szkoły powszechnej w Sopocie. Zorganizował szkoły polskie, a w nich drużyny harcerskie, w Nowym Porcie i Wrzeszczu. Był w tym czasie komendantem hufca, w roku 1935 wszedł w skład komendy nowo utworzonej Gdańskiej Chorągwi Harcerzy, i był w niej zastępcą komendanta do roku 1936. W latach 1937–1938 był kierownikiem Wydziału Organizacyjnego i Referatu Starszyzny Komendy Gdańskiej Chorągwi Harcerzy. Wraz z gdańskimi harcerzami uczestniczył w Jamboree w 1924 r. w Danii i w 1929 r. oraz w 1933 r. na Węgrzech, co miało ogromny wydźwięk propagandowy. W roku 1937 wziął udział w jubileuszu dwudziestolecia I Pomorskiej Drużyny Harcerzy im. T. Kościuszki w Toruniu, której był współzałożycielem. W roku 1947 objął funkcję komendanta Gdańsko-Morskiej Chorągwi Harcerzy i pełnił ją do roku 1949, w którym był też kierownikiem Referatu Wizytacji. W czerwcu 1947 r. był uczestnikiem Zlotu w Toruniu z okazji XXX-lecia Harcerstwa Pomorskiego. Wobec postępujących w harcerstwie zmian na stałe zrezygnował z działalności harcerskiej oraz instruktorskiej.

## Ordery, odznaczenia i nagrody

### Ordery
- Krzyż Oficerski i Kawalerski Orderu Odrodzenia Polski 1957 r.
- Srebrny Krzyż Zasługi 1934 r., 1947 r.,
- Brązowy Krzyż Zasługi 1946 r.
- Medal „Za Odrę, Nysę i Bałtyk” 1946 r.
- Medal X-lecia Polski Ludowej 1955 r.
- Medal XXX-lecia Polski Ludowej 1974 r.
- Złoty Krzyż Harcerskiego Odznaczenia Honorowego „Za Zasługę” 1947 r.
- Honorowy Krzyż Harcerzy z Czasów Walk o Niepodległość 1939 r.

### Odznaczenia
- 1000-lecia Państwa Polskiego 1966 r.
- „Za Zasługi dla Gdańska” 1960 r.,
- Zasłużony dla Ziemi Gdańskiej 1965 r.,
- Towarzystwa Przyjaciół Dzieci 1961 r.,
- Honorową Odznaką TPD 1966 r.,
- Towarzystwa Szkół Świeckich 1962 r.,
- Honorową Ruchu Przyjaciół Harcerstwa 1963 r.,
- Zasłużonego Działacza Towarzystwa Rozwoju Ziem Zachodnich 1963 r.,
- Złotą TPPR 1963 r.,
- Srebrną Odznaką Społecznego Funduszu Odbudowy Stolicy 1965 r.,
- Honorową Odznaką „Za Zasługi W Ruchu Przeciwalkoholowym”,
- Odznaką XXV-lecia ZHP 1936 r.,
- Złotą Odznaką „Zasłudze” Hufca ZHP w Toruniu 2000 r.,

### Nagrody
- Dyplom Światowej Rady Pokoju

- Nagroda Miasta Gdańska (1959)